# Zoltán Gyimesi
Zoltán Gyimesi (ur. 31 marca 1977 w Kecskemét) – węgierski szachista, arcymistrz od 1996 roku.

## Kariera szachowa
Wielokrotnie reprezentował Węgry w rozgrywkach o mistrzostwo świata i Europy juniorów. W swoim dorobku posiada brązowy medal mistrzostw świata w kategorii do lat 20, który zdobył w roku 1996 w Medellín. Od końca lat 90. należy do podstawowych zawodników reprezentacji swojego kraju, pomiędzy 1998 a 2006 rokiem czterokrotnie uczestniczył w szachowych olimpiadach (w roku 2002 zdobył wraz z drużyną srebrny medal), natomiast w latach 1997 - 2007 czterokrotnie brał udział w drużynowych mistrzostwach Europy. Oprócz tego, w roku 2001 reprezentował narodowe barwy na drużynowych mistrzostwach świata, zdobywając brązowy medal za indywidualny wynik na II szachownicy. W roku 2001 uczestniczył w pucharowym turnieju o mistrzostwo świata, w I rundzie pokonując Stuarta Conquesta, ale w II przegrywając z Aleksiejem Szyrowem. Jest trzykrotnym medalistą indywidualnych mistrzostw Węgier: złotym (2005) oraz dwukrotnie srebrnym (2004 i 2006).
Odniósł wiele sukcesów w turniejach międzynarodowych, zwyciężając bądź dzieląc I miejsca m.in. w Balatonbereny (1994, wraz z Jewgienijem Kalieginem i Konstantinem Czernyszowem), Budapeszcie (1995, turniej First Saturday FS07 GM, wraz z Władimirem Małachowem), Kőszegu (1996), Peczu (1998, wraz z Zoltánem Vargą i Ivánem Faragó), Pardubicach (1998, wraz z Zbynkiem Hráčkiem, Mikulášem Maníkiem, Duško Pavasovičem, Milanem Zurkiem, Jiřím Štočkiem), Bolzano (2000, wraz z Gyulą Saxem), Bledzie (2002), Cappelle-la-Grande (2004, wraz z Jewgienijem Najerem, Kaido Kulaotsem, Artiomem Timofiejewem, Siergiejem Grigoriancem i Olegiem Korniejewem), Eppingen (2004) oraz w Cork (2005, mistrzostwa Unii Europejskiej, wraz z Mateuszem Bartelem).
Najwyższy ranking w dotychczasowej karierze osiągnął 1 lipca 2012 r., z wynikiem 2674 punktów zajmował wówczas 77. miejsce na światowej liście FIDE, jednocześnie zajmując 5. miejsce wśród węgierskich szachistów.

## Życie prywatne
Żoną Zoltána Gyimesiego jest węgierska arcymistrzyni Nóra Medvegy.